# Nuts in May (film, 1917)
Pour les articles homonymes, voir Nuts in May.
Pour l'émission de télé anglaise, voir Nuts in May (TV).
Pour plus de détails, voir Fiche technique et Distribution.
Nuts in May est une comédie muette sortie en 1917. Le film est dirigé par Robin Williamson et est le premier film dans lequel joue Stan Jefferson, plus connu sous le pseudonyme de Stan Laurel. Le film marque la rencontre de Laurel avec Mae Dahlberg. Les deux acteurs vont vivre ensemble par la suite pendant quelques années. Seulement moins de soixante secondes du film existent encore.

## Fiche technique
- Réalisation : Robin Williamson
- Producteur : Isadore Bernstein
- Langue : anglais
- Film muet
- Durée : 30 minutes
- Date de sortie : 1917

## Distribution
- Stan Laurel
- Mae Dahlberg
- Lucille Arnold
- Owen Evans
- Charles Arling